# Мостиша
Мостиша (пол. Mostysza) — гірська річка в Польщі, у Новосондецькому повіті Малопольського воєводства на Лемківщині. Ліва притока Білої, (басейн Балтійського моря).

## Опис
Довжина річки 11,01 км, найкоротша відстань між витоком і гирлом — 9,11  км, коефіцієнт звивистості річки — 1,21 . Формується притоками, багатьма безіменними струмками та частково каналізована. Тече в західній частині Низьких Бескидів.

## Розташування
Бере початок на північно-західних схилах гори Пасечки (791,4 м) на висоті 700—740 м над рівнем моря (гміна Криниця-Здруй). Тече переважно на північний схід через Берест, Поляни і на висоті 385 м над рівнем моря у селі Флоринка впадає у річку Білу, праву притоку Дунайця. Долина місцями досить вузька, мало лісиста та щільно забудована.

## Притоки
- Берестянка, Перунка (праві); Кам'яна, Шклярка (ліві).

## Цікаві факти
- Понад річкою пролягає воєводська дорога № 981.
- Біля витоку річки проходить туристичний шлях (Мохначка Вишня — Крижівка — Пасечки (791,4 м) — Кам'яна — Пташкова — Новий Сонч).[2]
- На лівому березі річки розташовані гори Жджар (751 м) та Глоча (774 м).[2]